# Ian Porterfield
Ian Porterfield (ur. 11 lutego 1946 w Dunfermline zm. 11 września 2007 w Surrey) – szkocki piłkarz i trener reprezentacji Armenii w piłce nożnej.

## Kariera
Karierę piłkarską rozpoczął w Raith Rovers. W 1967 przeniósł się do zespołu Sunderland. W 1973 zdobył z nim Puchar Anglii, strzelając jedynego gola w meczu finałowym z Leeds United. W tym samym roku przeniósł się do Sheffield Wednesday, gdzie pełnił rolę grającego trenera. Po definitywnym zakończeniu kariery obejmował zespoły Sheffield United F.C., Aberdeen F.C., Reading F.C. i Chelsea F.C.
W kolejnych latach był selekcjonerem w kilku reprezentacjach narodowych. W sierpniu 2006 stał na czele narodowej reprezentacji Armenii. 22 sierpnia 2007 w Erywaniu jego podopieczni zremisowali 1:1 z Portugalią w meczu eliminacji mistrzostw Europy 2008. Wcześniej, 6 czerwca, drużyna Porterfielda pokonała u siebie 1:0 Polskę. Do końca swoich dni prowadził piłkarzy Armenii. 11 września 2007 zmarł na raka jelita grubego w hospicjum w Surrey w Anglii.